# پروسراتوسوروس
پروسِراتوسوروس (Proceratosaurus) یک سرده از دایناسورهای ددپا بود که در دوره ژوراسیک میانی در منطقه‌ای که اکنون انگلستان است زندگی می‌کرد. نمونه تیپ و تنها فسیل شناخته‌شده از این دایناسور شامل یک جمجمه تقریباً کامل به همراه فک پایین و استخوان هویید است که در نزدیکی شهر مینچینهمپتون در شهرستان گلاسترشر کشف شده است.
این دایناسور در ابتدا در سال ۱۹۱۰ به عنوان گونه‌ای از مگالوسور (Megalosaurus bradleyi) توصیف شد، اما در سال ۱۹۲۶ به سرده‌ای مستقل با نام پروسِراتوسوروس منتقل شد. نام این سرده به دلیل تصور اشتباه دربارهٔ نزدیکی آن به سردهٔ سراتوسور انتخاب شد، زیرا تاج ناقص جمجمهٔ پروسِراتوسوروس شباهتی به شاخ بینی سراتوسور داشت، که بعدها مشخص شد این شباهت سطحی و نادرست بوده است.
پروسِراتوسوروس دایناسوری کوچک تا متوسط‌الجثه بود. جمجمهٔ این دایناسور در حالت حفظ‌شده ۲۶٫۹ سانتی‌متر (۱۰٫۶ اینچ) طول دارد و طول کلی بدن آن حدود ۳ متر (۱۰ فوت) تخمین زده می‌شود. جمجمهٔ پروسِراتوسوروس دارای ویژگی‌های متمایزی است، از جمله تاج جمجمه‌ای که از محل اتصال استخوان‌های پیش‌فکی (premaxilla) و بینی (nasal) آغاز می‌شود.
دندان‌های این دایناسور ناهمگون (heterodont) بودند؛ به‌طوری‌که در جلوی فک بالایی دندان‌هایی به شکل D وجود داشت و در کناره‌های فک، دندان‌هایی صاف و دندانه‌دار دیده می‌شد. پروسِراتوسوروس به‌عنوان یک کولوروسور (Coelurosaur) شناخته می‌شود و به‌طور خاص عضو خانوادهٔ پروسِراتوسوریده (Proceratosauridae) است. این دایناسور از نخستین اعضای شناخته‌شدهٔ دو گروه کولوروسوریا و تیرانوسوروییدا (Tyrannosauroidea) به‌شمار می‌رود—گروهی که شامل تیرانوسوریدها از جمله تیرانوسوروس معروف می‌شود.
تاج جمجمهٔ کامل پروسِراتوسوروس احتمالاً بزرگ‌تر از تاج سِراتوسوروس بوده و شباهت بیشتری به تاج خویشاوند نزدیکش، گوانلانگ (Guanlong)، داشته است.
پروسِراتوسوروس احتمالاً گوشت‌خوار بوده و رژیم غذایی‌اش شامل شکارهای نسبتاً کوچک می‌شده است. تاج جمجمه‌ای این دایناسور احتمالاً کاربردی نمایشی داشته—برای جلب توجه یا ارتباط اجتماعی.
این دایناسور از سازند‌های سنگی گروه اولیت بزرگ (Great Oolite Group) در انگلستان شناخته شده است و فسیل آن احتمالاً از سازند سنگ آهک سفید (White Limestone Formation) یا سازند ماربل جنگلی (Forest Marble Formation) به‌دست آمده است.
در دوره‌ی باتونین (Bathonian) که پروسِراتوسوروس در آن زندگی می‌کرد، بریتانیا به همراه سایر بخش‌های اروپای غربی، یک مجمع‌الجزایر نیمه‌گرمسیری را تشکیل می‌داد. جنوب بریتانیا در آن زمان دارای آب‌وهوایی فصلی و خشک بود.
از دیگر دایناسورهای شناخته‌شده‌ی بریتانیا در دوره‌ی باتونی می‌توان به موارد زیر اشاره کرد:
- مگالوسوروس باکلندی (Megalosaurus bucklandii): یک تروپود بزرگ و شکارچی
- سِتیوسوروس (Cetiosaurus): یک ساروپود بزرگ گیاه‌خوار
- استگوسورها، آنکیلوسورها و هتِرودونتوسوریدها: گونه‌هایی نامشخص از این گروه‌ها نیز در آن زمان حضور داشتند
این ترکیب زیستی نشان‌دهنده‌ی تنوع قابل‌توجه دایناسورها در بریتانیای ژوراسیک میانی است.